# Erromyzon
Erromyzon es un género de peces de la familia Balitoridae en el orden de los Cypriniformes.

## Especies
Las especies de este género son:
- Erromyzon compactus Kottelat, 2004
- Erromyzon kalotaenia Jian Yang, Kottelat, J. X. Yang & X. Y. Chen, 2012[2]
- Erromyzon sinensis (Yi-Yu Chen, 1980)
- Erromyzon yangi Neely, Conway & Mayden, 2007